# Amblycorypha bartrami
Amblycorypha bartrami är en insektsart som beskrevs av Walker, T.J. 2003. Amblycorypha bartrami ingår i släktet Amblycorypha och familjen vårtbitare. Inga underarter finns listade i Catalogue of Life.